# Вилмош Лоци
Вилмош Лоци (мађ. Lóczi Vilmos; Велики Бечкерек, 19. јануар 1925 — Зрењанин, 1991) је био југословенски кошаркаш и кошаркашки тренер.
Према мишљењу Небојше Поповића, Александра Николића, Ранка Жеравице и Мирка Новосела, Лоци је био један од најбољих југословенских играча током четрдесетих и педесетих година 20. века.

## Играчка каријера
Лоци је играчку каријеру започео у зрењанинском Пролетеру 1946. године. Две године касније прелази у београдски Партизан, где остаје до 1950. године. Током три сезоне у Партизану просечно је постизао 11,7 поена по утакмици.
Наредне, 1951. године, Лоци се враћа у Пролетер. Током свог другог боравка у зрењанинском клубу освојио је титулу првака Југославије за 1956. годину . Лоци је био део „Пролетерове петорке”, коју су осим њега чинили и Милутин Миња, Љубомир Катић, Душан Радојчић и Лајош Енглер.
Године 1960. Лоци је објавио завршетак играчке каријере након што је Пролетер испао из Прве лиге.

## Репрезентативна каријера
Вилмош Лоци био је део југословенске кошаркашке репрезентације која је учествовала на Светском првенству у Буенос Аиресу 1950. године. На четири одигране утакмице на првенству постигао је просечно 7,8 поена по мечу. На Европском првенству у кошарци 1953. године у Москви на 11 утакмица имао је просечно 6,7 поена по утакмици.
На Светском првенству одржаном 1954. године у Рио де Жанеиру, Лоци је постигао просечно 7 поена по утакмици. Следеће године на Европском првенству одржаном у Будимпешти просечан број поена на 9 одиграних утакмица био је 8,2. Дана 10. јуна 1955. године, постигао је 16 поена у победничкој утакмици против презентације Енглеске. На следећем Европском првенству одржаном 1957. године у Софији постигао је просек од 2,8 поена на 8 мечева.
Лоци је први играч који је одиграо 100 утакмица за кошаркашку репрезентацију Југославије. За укупно 101 одиграну утакмицу у националном дресу постигао је просечно 6,7 поена по утакмици. Капитен репрезентације био је од 1953. до 1957. године.

## Тренерска каријера
Лоци је тренерску каријеру започео у Пролетеру. Касније је предводио репрезентације Уједињених Арапских Емирата и Централноафричке Републике. Афричку репрезентацију је 1974. године одвео на светско првенство у Порторику.

## Успеси и признања
- Првак Југославије 1956. - КК Пролетер Зрењанин
- Плакета Кошаркашког савеза Србије 2016. - постхумно[14]

## У популарној култури
- У филму „Бићемо прваци света” из 2015. Вилмоша Лоција играо је глумац Иван Заблаћански[15].
- Документарни филм „Шампиони из педесет шесте” из 2016. године приказује Лоција и успехе Пролетеровог тима током педесетих година и њихово освајање титуле првака Југославије 1956. године[16][17][18].